# Shorea monticola
Shorea monticola är en tvåhjärtbladig växtart som beskrevs av Peter Shaw Ashton. Shorea monticola ingår i släktet Shorea och familjen Dipterocarpaceae. Inga underarter finns listade i Catalogue of Life.